# لووکست گروو (اکلاهما)
لووکست گروو(به انگلیسی: Locust Grove) شهری در ایالت اکلاهما کشور ایالات متحده آمریکا است که جمعیت آن در سرشماری سال ۲۰۱۰ میلادی، ۱٬۴۲۳ نفر بوده‌است.